# Timo Marjamaa
Timo Marjamaa (Lahti, 27 juni 1976) is een voormalig Fins profvoetballer, die als verdediger onder meer uitkwam voor HJK Helsinki. Bij die club beëindigde hij zijn actieve loopbaan in 2006.

## Clubcarrière
Met HJK Helsinki won Marjamaa in 2006 de Beker van Finland. Behalve in zijn vaderland Finland speelde hij in Turkije bij Yimpaş Yozgatspor (2001-2002).

## Interlandcarrière
Marjamaa speelde in totaal zes officiële wedstrijden voor de Finse nationale ploeg. Onder leiding van bondscoach Antti Muurinen maakte hij zijn debuut op 2 februari 2000 in de vriendschappelijke wedstrijd tegen IJsland (0-1). Hij moest in dat duel na 59 minuten plaatsmaken voor aanvaller Antti Sumiala. In zijn vierde interland, op 1 februari 2001 in Jönköping tegen Zweden, maakte hij zijn eerste en enige interlandtreffer.

## Erelijst
HJK Helsinki
- Suomen Cup

2006